# 萬士和
萬士和（1516年—1586年），字思節，號履菴、履庵，諡文恭，直隸常州府宜興縣（今江蘇省宜興縣）人，明朝政治人物。

## 生平
嘉靖十九年（1540年）應天府乡试中第九名举人。嘉靖二十年（1541年）聯捷辛丑科会试第137名，二甲第58名进士，改庶吉士，授禮部主事。父喪丁憂期滿，請求照顧老母，改南京兵部主事。升任江西僉事，一年裁减上供瓷器上千件。调任贵州提学副使，三十八年（1559年）八月升任湖广右参政。安抚、接纳了二十八寨的苗民叛乱，因功被赏赐银币。营造三殿的工程动工，采集木料的使者交错纷繁。因为有万士和的谋划备至，百姓赖以安宁。四十年（1561年）闰五月调任江西按察使，赴任超过日期，被弹劾而免职。嘉靖四十三年（1564年），再次起用，担任山东按察使，五月升江西右布政使；嘉靖四十四年二月，改任江西左布政使。再调任广东左布政使。政事以往专门由左职决定，万士和称：“朝廷设置左右布政，如同左右手，没有轻重高低。”于是与右使相约分日办事。嘉靖帝召见，四十五年二月任命他为应天府府尹，六月升任为都察院右副都御史、总督南京粮储。督导南京的粮食储备，奏请六项便利百姓的事，十一月任南京户部右侍郎。
隆庆元年（1567年）六月，改任户部右侍郎，总督仓场。二年正月，改任礼部右侍郎职，九月晋升为本部左侍郎。四年六月四次上疏称病致仕，被许回乡。
明神宗即位，隆慶六年（1572年）七月，萬士和出任原官，管南京礼部右侍郎事，万历元年（1573年）二月改管南京国子监祭酒事务。礼部尚书陆树声离职。张居正采纳陆树声的建议，于十二月召万士和接替。上任后，萬士和逐条奏陈崇尚节俭数事。因灾异屡现，奏请闭宠幸之门，容纳刚直，淘汰冗员、抑制分外求请，大都触犯了当时的权贵。俺答汗与部属贡奉马匹，边防大臣奏请增加对他们的官方奖赏。万士和称赏赐有规定的数额，不要依从边防大臣额外的请求，皇帝听从了他的意见。方士倚仗冯保请求封官，万士和坚决不同意。成国公朱希忠去世，张居正同意赠封为王，万士和极力争辩。给事中余懋学议论事情被治罪，万士和称正直的大臣不应当责备。因此屡次抵触张居正。万历三年（1575年）九月，礼科都给事中朱南雍乘机弹劾他，他便告病离去。张居正去世后，请他出任南京礼部尚书，他再次上奏不赴任。万历十四年卒，年七十一岁。十五年二月赠太子少保，谥号文恭。

## 著作
著有《履菴集》、《二妙集》。

## 家族
曾祖萬政。祖父万玙。父萬吉，训导。母李氏。具庆下。兄士弘；萬士亨，同科进士；士安；士宁；弟士完、士立、士宜。有子萬春。女婿吳正志。

## 延伸阅读
[在维基数据编辑]
 《國朝獻徵錄·卷之三十四》，出自焦竑《國朝獻徵錄》
 《明史卷二百二十》，出自《明史》